# Solfeggio
Il solfeggio (da solfa,  termine composto dai nomi delle note musicali sol e fa) è una pratica che consiste nel leggere ad alta voce e a tempo uno spartito musicale.

## Storia
Il termine Solfeggio deriva da Sol e Fa perché corrispondenti alla prima e settima nota della scala di riferimento della Solmisazione. Perciò con “solfa” si intendeva “gamma sonora” e l’espressione “cantar la solfa” fu impiegata al posto del termine “solfeggio” fino alla sua comparsa. Secondo le affermazioni di Aristide Quintiliano, gli antichi Greci praticavano la solmisazione (che precedette il solfeggio) applicandola al tetracordo e utilizzando le vocali α,ε,η ω a cui anteponevano la consonante τ. Nel XVII secolo nei dizionari francesi l’espressione italiana “cantar la solfa” comparve tradotta in “solmifier, solfier”.
Nell’Italia del Settecento il “bel canto” fissò stilisticamente l’arte del vocalizzo e Feo, Leo, Durante, Vinci, Bononcini, Porpora, A.Scarlatti, Perez scrissero molti solfeggi, intesi come vocalizzi. Nel tardo Settecento autori contemporanei a Gluck e preludenti la sua riforma come Di Majo, Jommelli, Traetta, Piccinni, Sacchini, Sarti scrissero vocalizzi, molti dei quali raccolti in 5 fascicoli di V.Ricci: Solfeggi per tutte le voci, Londra, 1901.
Nel 1723 P.F. Tosi nelle Opinioni de’ cantori indicava come utili i solfeggi cantati e nel 1772 venne pubblicata la raccolta Solfèges d’Italie, scritti da A.Scarlatti, Porpora, Leo, Hasse, Carfaro ed altri. Nel 1795 uscirono con il contributo di Cherubini i Solfèges du Conservatoire per il conservatorio di Parigi con esercizi di Bordogni, Concone, Vaccaj e altri. In Italia nel primo Ottocento l’ideale vocalistico si trasformava e Rossini stese il breve compendio dei Vocalises et Solfèges (Peters).

## Caratteristiche
La pratica del solfeggio è utile per i musicisti neofiti e aiuta a prendere dimestichezza con lo spartito, le note e più in generale con le suddivisioni temporali, con particolare attenzione a situazioni inusuali quali sincopi e ritmi irregolari. Il tempo viene normalmente rappresentato mediante movimenti delle mani o dei piedi, che variano a seconda del metro e che si ripetono ogni battuta.

## Tipi
- nel solfeggio parlato le note sono lette con il proprio nome seguendo il tempo e con la giusta durata, ma non intonate;
- nel solfeggio cantato le note sono anche intonate.

Esistono due metodi di lettura intonata: in Italia si usa di solito leggere cantando con il nome della altezza dei suoni, mentre nella lettura con il do mobile i suoni vengono denominati in base alla loro posizione nella scala diatonica. Nel primo caso l'apprendimento della lettura intonata è complicato dal fatto che le note della scala cambiano nome in base alla tonalità utilizzata (ne esistono, a meno di coincidenze enarmoniche dovute al temperamento equabile, 12 maggiori e 12 minori); la lettura con il do mobile comporta invece un'analisi della melodia e rende più semplice il riconoscimento degli intervalli, dato che lo stesso intervallo, ad esempio tonica - dominante, viene denominato allo stesso modo in tutte le tonalità.
Secondo alcuni docenti, la tecnica del do mobile potrebbe essere d'aiuto per gli studenti di strumenti ad arco, mentre risulta essere particolarmente inadatta per l'apprendimento degli strumenti a fiati, in particolare degli ottoni.
Il metodo del do mobile, ampiamente utilizzato nella pedagogia di Kodály, risale alla solmisazione di Guido d'Arezzo ed è stato reintrodotto in Italia da Roberto Goitre.